# Золотые монеты Александра III
Золотые монеты Александра III — монеты Российской империи, отчеканенные из золота преимущественно на Санкт-Петербургском монетном дворе во время правления императора Александра III. За годы его нахождения на троне выпускались золотые монеты трёх номиналов: 3, 5 и 10 рублей. Помимо них на Гельсингфорсском монетном дворе продолжилась чеканка монет в 10 и 20 марок для Великого Княжества Финляндского в составе Российской империи.

## Описание

### Монеты 1881—1885 годов
Первые пять лет нахождения у власти Александра III золотые монеты сохраняли достоинство и внешний вид, которые имели при правлении его отца Александра II — выпускались те же 3-рублёвые червонцы и 5-рублёвые полуимпериалы из золота 917 пробы. На аверсе располагался герб Российской империи — двуглавый орёл со скипетром и державой, голова которого увенчана тремя коронами. На реверсе внутри точечного ободка указывался номинал монеты («3 рубля» или «5 рублей»), а под фигурной чертой — год чеканки и обозначение монетного двора (С.П.Б.); по кругу — надпись «ЧИСТАГО ЗОЛОТА 81 ДОЛЯ *» для червонца и «ЧИСТАГО ЗОЛОТА 1 ЗОЛОТНИКЪ 39 ДОЛЕЙ *» для полуимпериала.

### Монеты 1886—1894 годов
В 1885 году появляются «Правила о монетной системе» и на основании Высочайшего повеления от 20 декабря 1885 года в 1886 году выпуск монеты в 3 рубля был прекращён, зато возобновилась чеканка 10-рублёвого империала, который наряду с полуимпериальной 5-рублёвкой получил новый вид: возобновилась традиция портретных монет. На аверсе помещался портрет Александра III и круговая надпись «Б. М. АЛЕКСАНДРЪ III ИМПЕРАТОРЪ И САМОДЕРЖЕЦЪ ВСЕРОССІЙСКІЙ *» с зубчатым ободком по краю. На реверсе — герб Российской империи с обозначением внизу достоинства монеты и года чеканки; по краю — зубчатый ободок.
Пробный образец полуимпериала был утверждён 7 марта 1886 года, а пробный образец империала — 30 мая 1886 года. Портрет на монетах несколько был изменён в 1889 году: голова императора стала несколько шире, а борода короче.
В это время не только изменяется внешний вид монет, но и упорядочивается всё монетное обращение в целом. В первую очередь, содержание металла было приведено в соответствие с серебряным рублём и принятой в Европе золотой монетой. Как итог — российский полуимпериал получил возможность обращения в европейских странах. Были изменены и технические характеристики золотой монеты — она становится толще, но меньшего диаметра, а нормативная проба становится 900 метрической вместо 88/94 золотниковой.

### Монеты для Великого Княжества Финляндского
При Александре III продолжилась начатая в 1877 году чеканка монет достоинствами 10 и 20 марок для Великого Княжества Финляндского, входившего в состав Российской империи. Их внешний вид напоминал российские монеты 1881—1885 годов: на аверсе располагался двуглавый орёл со скипетром и державой в лапах и гербом Великого Княжества Финляндского на груди, под лапами — надпись «FINLAND * SUOMI»; на реверсе значился номинал монеты («10 MARKKAA» или «20 MARKKAA») и год чеканки, по кругу реверса — надпись «2,903 .. GRM. KULTAA. 0,322 .. GRM. KUPARIA *» (для 10 марок) или «5,806 .. GRM. KULTAA. 0,645 .. GRM. KUPARIA *» (для 20 марок).